# Вестморленд (Канзас)
Вестморленд (англ. Westmoreland) — місто (англ. city) в США, в окрузі Поттаватомі штату Канзас. Населення — 740 осіб (2020).

## Географія
Вестморленд розташований за координатами 39°23′40″ пн. ш. 96°24′50″ зх. д. / 39.39444° пн. ш. 96.41389° зх. д. (39.394335, -96.413770).  За даними Бюро перепису населення США в 2010 році місто мало площу 1,34 км², уся площа — суходіл.

## Демографія
Згідно з переписом 2010 року, у місті мешкало 778 осіб у 301 домогосподарстві у складі 192 родин. Густота населення становила 578 осіб/км².  Було 337 помешкань (251/км²).
Расовий склад населення:
| - 96,5 % — білих - 0,9 % — корінних американців - 0,4 % — чорних або афроамериканців - 0,3 % — вихідців з тихоокеанських островів - 0,1 % — азіатів |

До двох чи більше рас належало 0,9 %. Частка іспаномовних становила 2,4 % від усіх жителів.
За віковим діапазоном населення розподілялося таким чином: 24,9 % — особи молодші 18 років, 53,6 % — особи у віці 18—64 років, 21,5 % — особи у віці 65 років та старші. Медіана віку мешканця становила 41,5 року. На 100 осіб жіночої статі у місті припадало 91,2 чоловіків;  на 100 жінок у віці від 18 років та старших — 86,0 чоловіків також старших 18 років.
Середній дохід на одне домашнє господарство  становив 52 868 доларів США (медіана — 43 269), а середній дохід на одну сім'ю — 64 156 доларів (медіана — 54 464). За межею бідності перебувало 8,8 % осіб, у тому числі 9,7 % дітей у віці до 18 років та 15,3 % осіб у віці 65 років та старших.
Цивільне працевлаштоване населення становило 383 особи. Основні галузі зайнятості: освіта, охорона здоров'я та соціальна допомога — 30,5 %, роздрібна торгівля — 21,1 %, будівництво — 9,4 %, виробництво — 9,1 %.